# Proechimys guyannensis
Proechimys guyannensis es una especie de roedor de la familia Echimyidae.

## Distribución geográfica
Se encuentra en Brasil, Colombia, Guayana Francesa, Guayana, Surinam y Venezuela.